# Восточная Азия
Восто́чная А́зия (кит. 東亞, 东亚, кор. 동아시아, яп. 東アジア, монг. Дорнод Ази) — восточная часть Азии, географический, политический, этнокультурный регион мира.

## География
Площадь региона — 11 839 074 км².
Восточная Азия примыкает к Тихому океану, омывается Японским, Восточно-Китайским и Южно-Китайским морями. Для региона характерна высокая сейсмическая активность. Климат в восточной части муссонный, сезонно-влажный, нередки тайфуны, наводнения. В таких частях Восточной Азии, как Монголия и Тибет, которые значительно удалены от океана, климат более суровый, соответственно континентальный и горный. Крупнейшим государством в регионе является Китайская Народная Республика.
К региону Восточной Азии относятся страны:
- Китай
  -  Гонконг, специальный административный район КНР
  -  Макао, специальный административный район КНР
- Монголия
- Япония
- КНДР
- Республика Корея
- Китайская Республика (Тайвань)

В физико-географическом отношении Монголия, северо-западный Китай (Синьцзян, Тибет, Внутренняя Монголия, Цинхай, запад Сычуани и север Ганьсу) относятся к Центральной Азии.

## Экономика
Сегодня крупнейшими экономиками региона являются Китай и Япония. Китайская Народная Республика часто упоминается в прессе как главный претендент на статус сверхдержавы, в том числе в экономическом аспекте, если уже не является таковой. Южная Корея и Тайвань являются так называемыми азиатскими тиграми, странами, с 1960-х годов и вплоть до азиатского финансового кризиса демонстрировавшими очень высокие темпы экономического развития.

### Первичный сектор
Основная продукция сельского хозяйства стран Восточной Азии — это рис, чай, джут, натуральный каучук, хлопок, сахарный тростник, арахис, рапс, соя, копра, тропические и субтропические фрукты, специи и др. Страны Восточной Азии являются крупнейшими в мире производителями риса. К примеру, Китай входит в первую пятёрку мировых производителей риса. В Китае ежегодно собирается около 190 млн тонн этой продукции. Всего в Азии производится около 90 % от общемирового производства риса.
Западные части Восточной Азии богаты нефтью и природным газом, в Китае и Монголии добываются значительные объёмы металлов, в том числе таких как молибден, вольфрам, олово.

### Вторичный сектор
Китай, Япония и Южная Корея находятся в числе крупнейших в мире стран-производителей автомобилей. На эти же три государства приходится более 90 % глобального судостроения.

## Население
Численность населения региона составляет более 1,618 млрд человек, 21,8 % или более одной пятой части всего мирового населения, к региону относится самая населённая страна в мире после Индии — Китай. При этом в регионе люди расселены очень неравномерно. Наиболее густо заселены юго-восток Китая, Тайвань, Корейский полуостров, Япония. Напротив, Монголия и западные районы Китая населены крайне неплотно ввиду ощутимо более суровых природных условий с преобладанием пустынь и гор.

### Этнический и религиозный состав
Этнический состав отличается большим разнообразием. Крупнейшими национальностями Восточной Азии являются хань, японцы и корейцы. В Восточной Азии распространены языки сино-тибетской, японской, тюркской (уйгурский и казахский языки), монгольской, тай-кадайской, мяо-яо и австронезийской (языки аборигенов Тайваня) языковых семей, а также изолированные корейский и айнский язык.
В регионе ощутимо влияние различных религий. Это прежде всего крупный очаг конфуцианства, который зародился в Китае в VI—V вв. до н. э. Позже сюда проник из Индии буддизм, сохраняют своё значение такие местные культы, как даосизм (Китай) и синтоизм (Япония). В регионе также есть присутствие христианства различных конфессий, прибывшего вместе с европейскими купцами и миссионерами: к примеру, в Японии христианство впервые появилось с прибытием португальцев.

### Демографическое старение населения
Население стран Восточной Азии (кроме Монголии) находясь в общемировом процессе старения населения Земли (кроме Африки южнее Сахары) и вызванного им уже в ряде стран, как развитых так и развивающихся, демографического кризиса, наряду с населением Европы и рядом стран Юго-Восточной Азии (таких как Сингапур и Таиланд), имеет самый высокий средний возраст населения и подвержено наиболее быстрому старению населения на планете Земля. Но, в отличие от стран Европы, страны Восточной Азии имеют зачастую более строгую иммиграционную политику, что не позволяет им притормаживать, как в странах Европы, процессы естественного старения населения, и как следствие всё более растущей смертности и естественной убыли населения, а также роста среднего возраста населения.